# Beautiful Mess
Beautiful Mess (deutsch Schönes Chaos) ist ein englischsprachiges Lied, das vom Team um Borislaw Milanow geschrieben wurde. Es wird von Kristian Kostow gesungen, der mit dem Lied Bulgarien beim Eurovision Song Contest 2017 in Kiew vertrat.

## Hintergrund
Im Dezember 2016 rief der bulgarische Fernsehsender BNT Musikproduzenten und -labels dazu auf, potenzielle Beiträge für den Eurovision Song Contest 2017 einzusenden. Die Teilnehmer mussten sowohl ein Lied, die aufführenden Künstler sowie ein Bühnen- und Finanzierungskonzept vorlegen. Die eingereichten Beiträge sollten dann von einer internen und einer internationalen Jury bewertet werden. Dabei gewann schließlich das von Borislaw Milanow, Sebastian Arman, Joacim Persson, Alexander V. Blay und Alex Omar komponierte und geschriebene Lied Beautiful Mess. Als Interpret wurde für das Liedkonzept der bulgarisch-russischen Sänger Kristian Kostow gewählt. Beautiful Mess wurde am 13. März 2017 als bulgarischer Beitrag zum Eurovision Song Contest 2017 präsentiert.

## Eurovision Song Contest

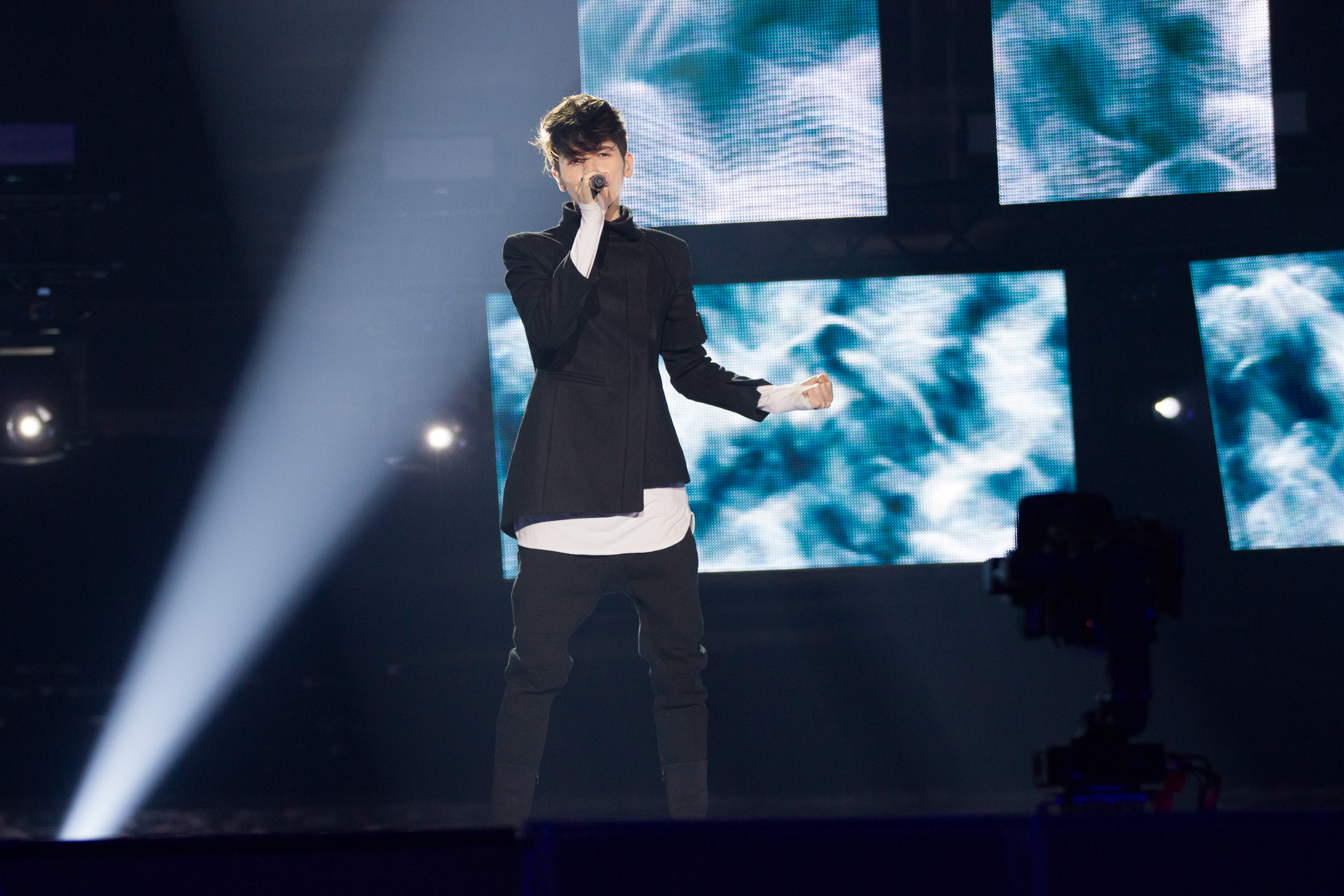
Kristian Kostow bei den Finalproben des ESC 2017

Kostow trat mit dem Lied im zweiten Halbfinale des Eurovision Song Contests als 15. von 17 Beiträgen auf. Er konnte dort mit 403 Punkten die höchste Punktzahl erzielen und zog somit ins Finale ein. Dort erreichte er auf Startplatz 25 mit 615 Punkten den zweiten Platz hinter Salvador Sobral. Die Jury vergab dabei 278 Punkte an Bulgarien, die Zuschauer 337.

### Punktevergabe der Jury für Bulgarien
| Anzahl | Punkte | Land                                                                                   |
| ------ | ------ | -------------------------------------------------------------------------------------- |
| 4×     | 12     | Belarus, Norwegen, Nordmazedonien, Estland                                             |
| 9×     | 10     | Ungarn, Moldau, Österreich, Irland, Belgien, Niederlande, Kroatien, Albanien, Rumänien |
| 6×     | 8      | Australien, Deutschland, Schweiz, Slowenien, Lettland, Malta                           |
| 5×     | 7      | Schweden, Litauen, Israel, Zypern, Vereinigtes Königreich                              |
| 6×     | 6      | Finnland, Island, Polen, Serbien, Spanien, Georgien                                    |
| 1×     | 5      | Frankreich                                                                             |
| 1×     | 4      | Dänemark                                                                               |
| 0×     | 3      | –                                                                                      |
| 6×     | 2      | Montenegro, San Marino, Italien, Aserbaidschan, Tschechien, Griechenland               |
| 0×     | 1      | –                                                                                      |

### Punktevergabe des Publikums für Bulgarien
| Anzahl | Punkte | Land                                                                                           |
| ------ | ------ | ---------------------------------------------------------------------------------------------- |
| 7×     | 12     | Ungarn, Aserbaidschan, San Marino, Nordmazedonien, Vereinigtes Königreich, Tschechien, Belarus |
| 8×     | 10     | Griechenland, Israel, Spanien, Dänemark, Albanien, Zypern, Serbien, Malta                      |
| 9×     | 8      | Belgien, Italien, Niederlande, Portugal, Norwegen, Kroatien, Polen, Rumänien, Moldau           |
| 9×     | 7      | Lettland, Litauen, Schweden, Österreich, Armenien, Georgien, Estland, Slowenien, Finnland      |
| 3×     | 6      | Schweiz, Irland, Montenegro                                                                    |
| 2×     | 5      | Deutschland, Australien                                                                        |
| 2×     | 4      | Island, Frankreich                                                                             |
| 0×     | 3      | –                                                                                              |
| 1×     | 2      | Ukraine                                                                                        |
| 0×     | 1      | –                                                                                              |

## Musikvideo
Das Musikvideo wurde am 31. März 2017 publiziert, nachdem zuvor bereits ein Lyric-Video veröffentlicht wurde. Es zeigt Kostow und 34 andere Darsteller und wurde von Milen Dankov inszeniert. Das Video wurde mit dem Musikvideo zu Iron des französischen Sängers Woodkid verglichen.